# Aleš Čeh
Aleš Čeh (* 7. dubna 1968, Maribor, Jugoslávie) je bývalý slovinský fotbalový záložník (příp. obránce) a kapitán slovinské reprezentace. Mimo Slovinska působil v Rakousku. Jeho oblíbeným hráčem byl Argentinec Diego Maradona.

Po skončení aktivní hráčské kariéry se stal fotbalovým trenérem.

## Reprezentační kariéra
V A-mužstvu Slovinska debutoval 3. června 1992 v Tallinnu v přátelském zápase proti domácí reprezentaci Estonska (remíza 1:1). Celkem odehrál v letech 1992–2002 ve slovinském národním týmu 74 utkání, v nichž vstřelil 1 gól (bylo to 6. prosince 1995 v přátelském střetnutí s Mexikem, kde přispěl k výhře 2:1).
Zúčastnil se EURA 2000 v Belgii a Nizozemsku a Mistrovství světa 2002 v Japonsku a Koreji. Při obou účastech slovinský tým nevyšel ze základní skupiny, skončil na posledním místě.
Gól Aleše Čeha za reprezentační A-mužstvo Slovinska 
| Gól | Datum       | Stadion                                       | Soupeř | Skóre (min.) | Výsledek | Soutěž          |
| --- | ----------- | --------------------------------------------- | ------ | ------------ | -------- | --------------- |
| 010 | 6. 12. 1995 | Estadio Héroe de Nacozari, Hermosillo, Mexiko | Mexiko | 01:1 0(??.)  | 1:2      | přátelský zápas |